# Carlo d’Ippolito di Sant’Ippolito
S. E. der Ehrwürdige Bailli Fra’ Carlo d’Ippolito di Sant’Ippolito (* 3. Mai 1933 in Neapel, Italien; † 26. Dezember 2022) war Profess-Ehren- und Devotions-Großkreuz-Bailli und von 2011 bis 2014 der Großkomtur des Malteserordens, eines der vier Hohen Ämter des Ordens.

## Leben
d’Ippolito trat nach seiner Ausbildung in den landwirtschaftlichen Betrieb der Familie ein. Daneben war er in mehreren Aufsichtsräten tätig. Er war Mitglied der Eurochambres in Brüssel.

## Ordensleben
Carlo d’Ippolito di Sant’Ippolito trat 1997 in den Malteserorden ein, legte 2005 die ewigen Gelübde ab. Damit wurde er Professritter und Mönch im Sinne des Kirchenrechts.
d’Ippolito war von 2004 bis 2006 stellvertretender Rat der Rechnungskammer des Ordens, von 2006 bis 2011 Mitglied des Souveränen Rates, in den er 2009 wieder gewählt worden war. Zudem war er von 2009 bis 2011 Ratspräsident des Ordens in Italien für Wallfahrten und Ratsmitglied im Komitee für die internationale Lourdes-Wallfahrt.
d’Ippolito wurde am 6. Dezember 2011 vom Souveränen Rat für die Zeit bis zum nächsten Generalkapitel zum Großkomtur des Malteserordens gewählt. Er folgt Fra’ Gherardo Hercolani Fava Simonetti, Großkomtur von Februar 2009 bis Dezember 2011, der aus gesundheitlichen Gründen das Amt aufgab.

## Ehrungen
- 2006: Großes Goldenes Ehrenzeichen mit dem Stern für Verdienste um die Republik Österreich
- 2008: Großoffizier des Verdienstordens der Republik Italien
- Großkomtur des Verdienstordens der Republik Polen
- 2012: Großkreuz des Sterns von Rumänien